# Asplenium xinjiangense
Asplenium xinjiangense là một loài thực vật có mạch trong họ Aspleniaceae. Loài này được Ching miêu tả khoa học đầu tiên năm 1985.